# Celia Robledo
Celia Robledo (ur. 7 kwietnia 1994 w Alcorcón) – hiszpańska łyżwiarka figurowa startująca w parach tanecznych z Luisem Fenero. Uczestniczka mistrzostw świata i Europy, mistrzyni Hiszpanii seniorów (2016) i 4-krotna mistrzyni Hiszpanii juniorów – wśród solistek (2010, 2011) i w parach tanecznych (2012, 2013). Zakończyła karierę amatorską 9 marca 2018 roku.

## Osiągnięcia

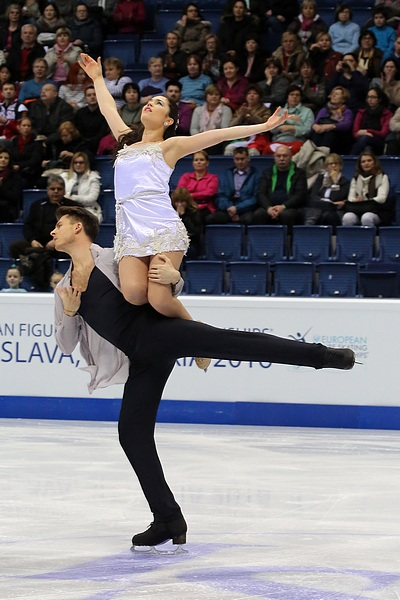
Robledo i Fenero na mistrzostwach Europy 2016

### Pary taneczne
Z Luisem Fenero
| Zawody                                | 11–12          | 12–13          | 13–14          | 14–15          | 15–16          | 16–17          | 17–18          |                |                |                |                |                |                |                |                |                |                |
| Międzynarodowe                        | Międzynarodowe | Międzynarodowe | Międzynarodowe | Międzynarodowe | Międzynarodowe | Międzynarodowe | Międzynarodowe | Międzynarodowe | Międzynarodowe | Międzynarodowe | Międzynarodowe | Międzynarodowe | Międzynarodowe | Międzynarodowe | Międzynarodowe | Międzynarodowe | Międzynarodowe |
| ------------------------------------- | -------------- | -------------- | -------------- | -------------- | -------------- | -------------- | -------------- | -------------- | -------------- | -------------- | -------------- | -------------- | -------------- | -------------- | -------------- | -------------- | -------------- |
| Mistrzostwa świata                    |                |                |                |                | 26             |                |                |                |                |                |                |                |                |                |                |                |                |
| Mistrzostwa Europy                    |                |                |                | 22             | 19             |                |                |                |                |                |                |                |                |                |                |                |                |
| CS Autumn Classic International       |                |                |                |                |                | 8              | 8              |                |                |                |                |                |                |                |                |                |                |
| CS Finlandia Trophy                   |                |                |                |                |                |                | 12             |                |                |                |                |                |                |                |                |                |                |
| CS Golden Spin of Zagreb              |                |                |                |                |                |                | 14             |                |                |                |                |                |                |                |                |                |                |
| Bavarian Open                         |                |                |                |                |                | 7              |                |                |                |                |                |                |                |                |                |                |                |
| International Cup of Nice             |                |                | 11             |                |                | 6              |                |                |                |                |                |                |                |                |                |                |                |
| Ice Challenge                         |                |                | 11             |                |                |                |                |                |                |                |                |                |                |                |                |                |                |
| NRW Trophy                            |                |                | 10             |                |                |                |                |                |                |                |                |                |                |                |                |                |                |
| Open d’Andorra                        |                |                |                |                |                | 5              |                |                |                |                |                |                |                |                |                |                |                |
| Zimowa uniwersjada                    |                |                |                | 7              |                |                |                |                |                |                |                |                |                |                |                |                |                |
| Międzynarodowe: Kategorie młodzieżowe |                |                |                |                |                |                |                |                |                |                |                |                |                |                |                |                |                |
| Mistrzostwa świata juniorów           | 24             | 16             |                |                |                |                |                |                |                |                |                |                |                |                |                |                |                |
| JGP w Chorwacji                       |                | 9              |                |                |                |                |                |                |                |                |                |                |                |                |                |                |                |
| JGP w Turcji                          |                | 12             |                |                |                |                |                |                |                |                |                |                |                |                |                |                |                |
| Bavarian Open                         | 7 J            |                |                |                |                |                |                |                |                |                |                |                |                |                |                |                |                |
| International Trophy of Lyon          | 5 J            | 7 J            |                |                |                |                |                |                |                |                |                |                |                |                |                |                |                |
| NRW Trophy                            |                | 11 J           |                |                |                |                |                |                |                |                |                |                |                |                |                |                |                |
| Krajowe                               |                |                |                |                |                |                |                |                |                |                |                |                |                |                |                |                |                |
| Mistrzostwa Hiszpanii                 | 1 J            | 1 J            | 2              | 2              | 1              | 3              | 3              |                |                |                |                |                |                |                |                |                |                |

### Solistki
| Zawody                                | 07–08                                 | 08–09                                 | 09–10                                 | 10–11                                 |                                       |                                       |                                       |                                       |                                       |                                       |                                       |                                       |                                       |                                       |                                       |                                       |                                       |                                       |
| Międzynarodowe: Kategorie młodzieżowe | Międzynarodowe: Kategorie młodzieżowe | Międzynarodowe: Kategorie młodzieżowe | Międzynarodowe: Kategorie młodzieżowe | Międzynarodowe: Kategorie młodzieżowe | Międzynarodowe: Kategorie młodzieżowe | Międzynarodowe: Kategorie młodzieżowe | Międzynarodowe: Kategorie młodzieżowe | Międzynarodowe: Kategorie młodzieżowe | Międzynarodowe: Kategorie młodzieżowe | Międzynarodowe: Kategorie młodzieżowe | Międzynarodowe: Kategorie młodzieżowe | Międzynarodowe: Kategorie młodzieżowe | Międzynarodowe: Kategorie młodzieżowe | Międzynarodowe: Kategorie młodzieżowe | Międzynarodowe: Kategorie młodzieżowe | Międzynarodowe: Kategorie młodzieżowe | Międzynarodowe: Kategorie młodzieżowe | Międzynarodowe: Kategorie młodzieżowe |
| ------------------------------------- | ------------------------------------- | ------------------------------------- | ------------------------------------- | ------------------------------------- | ------------------------------------- | ------------------------------------- | ------------------------------------- | ------------------------------------- | ------------------------------------- | ------------------------------------- | ------------------------------------- | ------------------------------------- | ------------------------------------- | ------------------------------------- | ------------------------------------- | ------------------------------------- | ------------------------------------- | ------------------------------------- |
| Mistrzostwa świata juniorów           |                                       |                                       | 48                                    | 25 PR                                 |                                       |                                       |                                       |                                       |                                       |                                       |                                       |                                       |                                       |                                       |                                       |                                       |                                       |                                       |
| JGP we Francji                        |                                       |                                       |                                       | 23                                    |                                       |                                       |                                       |                                       |                                       |                                       |                                       |                                       |                                       |                                       |                                       |                                       |                                       |                                       |
| JGP w Hiszpanii                       |                                       | 29                                    |                                       |                                       |                                       |                                       |                                       |                                       |                                       |                                       |                                       |                                       |                                       |                                       |                                       |                                       |                                       |                                       |
| International Cup of Nice             |                                       |                                       | 6 J                                   |                                       |                                       |                                       |                                       |                                       |                                       |                                       |                                       |                                       |                                       |                                       |                                       |                                       |                                       |                                       |
| Merano Cup                            | 17 N                                  |                                       |                                       |                                       |                                       |                                       |                                       |                                       |                                       |                                       |                                       |                                       |                                       |                                       |                                       |                                       |                                       |                                       |
| Warsaw Cup                            |                                       |                                       | 14 J                                  |                                       |                                       |                                       |                                       |                                       |                                       |                                       |                                       |                                       |                                       |                                       |                                       |                                       |                                       |                                       |
| Krajowe                               |                                       |                                       |                                       |                                       |                                       |                                       |                                       |                                       |                                       |                                       |                                       |                                       |                                       |                                       |                                       |                                       |                                       |                                       |
| Mistrzostwa Hiszpanii                 |                                       | 4 J                                   | 1 J                                   | 1 J                                   |                                       |                                       |                                       |                                       |                                       |                                       |                                       |                                       |                                       |                                       |                                       |                                       |                                       |                                       |